# دیکی شاپل
دیکی شاپل (انگلیسی: Dickey Chapelle؛ ۱۴ مارس ۱۹۱۸ – ۴ نوامبر ۱۹۶۵) یک عکاس اهل ایالات متحده آمریکا بود.